# Pierella pallida
Pierella pallida är en fjärilsart som beskrevs av Frederick DuCane Godman och Osbert Salvin 1868. Pierella pallida ingår i släktet Pierella och familjen praktfjärilar. Inga underarter finns listade i Catalogue of Life.